# ビル・アマーソン

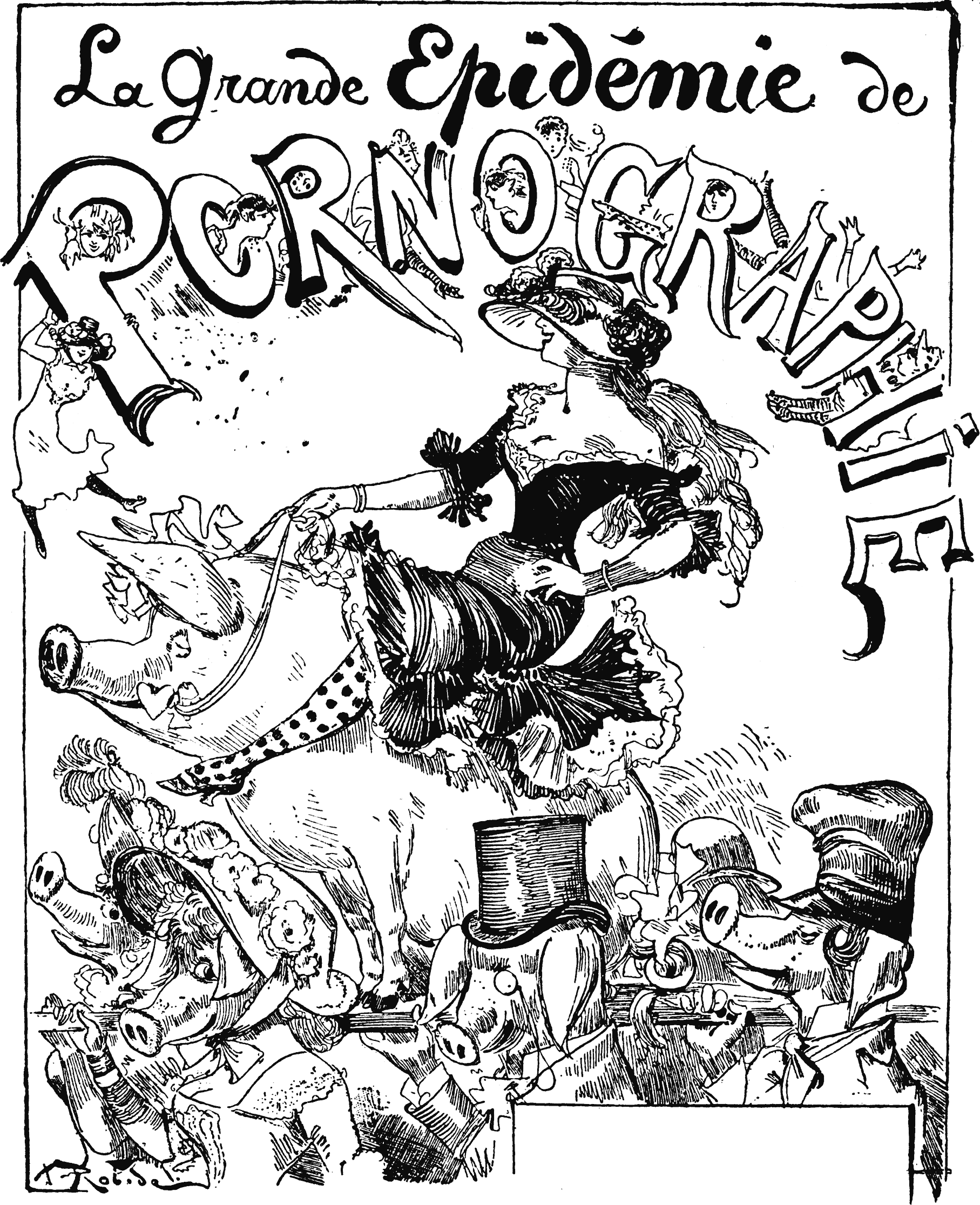
「ポルノの大流行』19世紀フランスのイラスト

ビル・アマーソン（Bill Amerson, 1938年12月22日 - 2015年3月）は、1960年代後半から1980年代後半にかけてのアメリカ合衆国のポルノ映画産業の先駆者・大立て者である。

## 人物
ビル・アマーソンは、いわゆる「ハードコア」エンターテインメントを制作するアメリカ初のポルノ映画プロデューサーであった。AVN・DVD特別賞を受賞したドキュメンタリー映画『Wadd: The Life and Times of John C. Holmes 』によれば、「これらの映画の中で、我々は挿入を見せた。性器の挿入とオーラルセックス。これらを実際にはっきりと見せた。人々は早く［それを見たいがために］金を惜しまなかった。」アマーソンが予想したより、この市場は遥かに大きく、彼を驚かせた。
アマーソンはアメリカ合衆国憲法アメリカ合衆国憲法修正第1条に従って製品を供給する、ポルノ映画事業を設立した黎明期の先駆者の1人でもあった。ハードコアポルノの初期の時代、アマーソンや同業者は多くの告訴のために逮捕され、それらにはポン引き、売春斡旋、「オーラルセックスを強要する共謀」という不明瞭な重罪が含まれていた。最後には、法廷はポルノ映画制作の合法性を認めた。
アマーソンの名前がまだ知られていなかった頃、彼の弟分ジョン・ホームズ（スクリーン上の役、ジョニー・ワッドで名高い）は、1973年から88年にかけてハードコアポルノ映画のトップスターとなった。彼がスターダムを駆け上がった背後には、親友であり、経験豊富な参謀であるビル・アマーソンの存在があった。

## 初期の時代
1960年代後半、アマーソンと仲間はハリウッドで（ちょうどCrossroads of the Worldの裏側にある）オフィスを経営していた。彼らは、ハードコア成人雑誌のためにポラロイドのスチール写真を撮っていた。
アフロヘアーで痩せて背が高く毛深い、若いホームズが歩いていた。アマーソンはさっさと写真を撮って、ホームズを追い返そうと考えていた。しかしホームズが彼の生来の肉体的特質（並外れて巨大な陰茎）をあらわにした時、そこにスターが誕生した。この瞬間からホームズとアマーソンは、ビジネスパートナーとなり、兄弟分、親友となった。
アマーソンは直ぐにハードコアポルノ界の大立て者となり、ホームズは『ジョニー・ワッド』というボブ・チン監督の映画にキャスティングされた。このあたり役はホームズを信じ難い程の有名人にし、マネージャーであるアマーソン（とホームズ自身）に多大な利益をもたらした。1971年から快進撃が始まり、それは1988年のエイズによるホームズの死去で終りを告げた。

## HIV検査の先駆者
ホームズが4人が犠牲となった1981年のワンダーランド殺人事件に関して完全に無罪となり、ロサンゼルス刑務所から放免されたあと、アマーソンとホームズはポルノ映画制作会社「Penquin Productions」を設立した。エイズ流行の兆しは、新しい経営者たちにとって難問であった。
1985年、アマーソンは俳優にHIVの検査を受けるよう求めた、初の有名ブランドのハードコア・プロデューサーとなった。そして彼の要求を裏打ちするため、彼とホームズは自ら検査を受け、陰性の結果が出た。しかし6ヵ月後の再テストは、ホームズが感染しているとの結果を示し、この時点から全てが暗転した。
1988年のホームズの死をきっかけに、アマーソンは親友であり、息子（ショーン）と娘（デニス）の名付け親でもあった男を奪ったポルノ界に、もう留まりたくないと思った。ホームズのエイズ感染の公表と死去以前の1987年のインタビューにおいて、アマーソンは「数100万ドルの財産を蓄えたにもかかわらず、大部分はエイズ危機のため、ポルノの仕事が "もはや楽しくはない"」と語った。

## 演技経験
ジョン・ホームズのマネージメントとプロデュースに加え、アマーソン自身も、『Girls on Fire 』や『多淫マダム (The Divorcee) 』などの多様な映画での豊富な演技経験を持っている。男優としては、通常はビル・ウィリアムズの芸名でクレジットされた。

## 死去
ロサンゼルスの邸宅で脳卒中を起こし、2015年3月に死去した。

## 影響
バート・レイノルズが演じ、複数の助演男優賞を受賞した『ブギーナイツ』に登場するキャラクター、ジャック・ホーナーはアマーソンをモデルにしている。